# Galium canum
Galium canum är en måreväxtart som beskrevs av Esprit Requien och Dc.. Galium canum ingår i släktet måror, och familjen måreväxter.

## Underarter
Arten delas in i följande underarter:
- G. c. antalyense
- G. c. canum
- G. c. ovatum